# Hidronave
www.projetonavi.com.br
Hidronave é uma embarcação de tecnologia russa para transporte turístico de passageiros fluvial e marítimo. Fernando de Noronha foi o primeiro arquipélogo brasileiro a contar com o equipamento.
A Megalente possui 3 metros de comprimento por 2,5 metros de largura, e aproxima o fundo do mar em até três vezes. A capacidade é de 28 passageiros.